# داماهی
گروه داماهی یک گروه موسیقی ایرانی است که در سال ۱۳۹۲ با هدف تجربه‌ای نو در تلفیق موسیقی‌های معاصر با موسیقی جنوب ایران شروع به فعالیت کرد.

## معرفی
داماهی یک گروه ایرانی است که در سال ۱۳۹۳ با هدف تولید موسیقی با رویکردی آزادانه در تلفیق اِلمان‌های موسیقی محلی ایران (به‌ویژه موسیقی سواحل جنوب ایران)، جاز، رگه، فلامنکو، آفرو، لاتین، فانک، موسیقی هند و … به ساخت و تولید اولین آلبوم خود اقدام نمود. این گروه در بدو تأسیس این شانس را یافت تا همراه با پروژهٔ سینمایی «دو-ر-می-فا-صلح» در جریان جام جهانی ۲۰۱۴ به برزیل سفر کند و همراه با چند گروه دیگر ایرانی علاوه بر اجرای چند کنسرت در شهرهای مختلف برزیل، قبل از بازی ایران و نیجریه در شهر کوریتیبا به روی استیج رسمی فیفا که در این شهر برپا بود برود و به اجرای کنسرت بپردازد. پس از آن، گروه به ایران بازگشت و در تهران و بندرعباس تعدادی کنسرت اجرا نمود. با توجه به عمر کوتاه این گروه، کنسرت‌های این گروه در ایران همواره با استقبال بسیار خوب مردم همراه بوده و گروه توانسته علاوه بر ایجاد رضایت در مخاطب عام، نظر منتقدان و بسیاری از موزیسین‌های ایرانی را نیز به خود جلب کند.
واژهٔ «داماهی» از افسانه‌های قدیمی جنوبی گرفته شده و بیانگر ایده‌های هنری گروه است. در افسانه‌های مردم جنوب ایران، از ماهی عظیم‌الجثه‌ای به نام «داماهی» یاد شده که در خلیج فارس می‌زیسته و در بطن خود یک آرمانشهر نهان داشته‌است. همچنین داماهی نام محله ای قدیمی در بندرعباس است.

## اعضای گروه
- دارا دارایی (نوازندهٔ باس و سرپرست گروه)
- حمزه یگانه (نوازنده کیبورد و بنجو)
- ابراهیم علوی (نوازندهٔ گیتار و عود)
- احمد عباسنیا (نوازندهٔ درامز)
- شایان فتحی (نوازندهٔ درامز و پرکاشن)
- رضا کولغانی (خواننده و آهنگساز)[۲]

## سبک
موسیقی «داماهی» بدون اصرار به گونه یا سبکی خاص، حاصل همنشینی و همنوازی چند موزیسین ایرانی با گرایش‌ها و سلایق متنوع با خاستگاه‌های اقلیمی متفاوت است، آنچه سبک «تلفیقی» نامیده می‌شود. اما طبق صحبت‌های سرپرست گروه، موسیقی آن‌ها را می‌توان در دستهٔ موسیقی ملل قرار داد که ریشه‌هایی از جاز و رِگه و راک در آن دیده می‌شود ولی عمدتاً پاپ به‌شمار می‌رود.

## تشکیل گروه
ریشهٔ تشکیل گروه داماهی برمی‌گردد به سفر رضا کولغانی (خواننده) و دارا دارایی (گیتار باس) به هرمزگان و جزیره هنگام و حال و هوای آن منطقه. رضا کولغانی که خود اهل بندرعباس است در این سفر تعدادی ترانهٔ محلی و فولک بندرعباس را خوانده‌است و دارا دارایی با آن ملودی‌ها بازی هارمونیک کرده و همان‌جا ایدهٔ تشکیل گروه به ذهنشان متبادر شده‌است.

## آثار

### آلبوم
اولین آلبوم گروه با نام «داماهی» در شهریور ۱۳۹۴ روانهٔ بازار شد. آلبوم داماهی متشکل از ۱۴ قطعه «دخترک»، «یار عزیز»، «بمان»، «صندلی»، «محلهٔ خاموشان»، «سوگند»، «لنج بیوه»، «شب‌های روز»، «گوش‌واره»، «تَرنگ»، «مردن مردانه»، «صدا»، «گلبوته» و «سامبای بهار» است که به تهیه‌کنندگی احسان رسول‌اف تولید و توسط نشر موسیقی نوفه به بازار عرضه شد.
این آلبوم با نوگرایی در ایجاد موسیقی منحصر به فرد و همچنین تنوع در به‌کارگیری عناصر موسیقایی ملل مختلف در قالب کلی پاپ توانسته طیف‌های گوناگونی از مخاطبان را با خود همراه سازد و فروش نسبتاً خوبی در ایران داشته باشد.
استاد قنبر راستگو، ماهان میرعرب، احسان نی‌زن و مجید سالاری هم به عنوان نوازنده نی جفتی، گیتار، کمانچه و ویولن و همخوان، گروه «داماهی» را در این آلبوم همراهی کرده‌اند.
دومین آلبوم گروه با نام «در من برو شکار» در خرداد ۱۳۹۸ منتشر شد. این آلبوم شامل ۱۳ قطعه می‌باشد. «سوپر استار من» «دیوانه» «بارون اسیدی» «نیاز» «بارکو» «بی‌امان»
«هو چراغی» «بدرد می‌خوری» «جاده لغزنده است» «چپلنگ» «درد بی دردی» «در من برو شکار» و «هومبا» قطعات این آلبوم هستند که به تهیه کنندگی احسان رسول اف تولید و توسط نشر نوفه به بازار عرضه شد.
در این آلبوم، گروه بیشتر از ترانه‌های فارسی شاعرانی چون محمود طلوعی و احسان گودرزی استفاده کارده تا بتواند طیف وسیع تری از مخاطبان ایرانی را به طرف موسیقی خود سوق دهد. همچنین در آهنگسازی و تنظیم، گروه تا حدی به موسیقی پاپ نزدیک شده.

### تک‌آهنگ‌ها
- درد بی‌دردی
- جاده لغزنده است
- دیوانه
- خیلی ساده
- بی‌امان
- هومبا